# Oonops mckenziei
Oonops mckenziei là một loài nhện trong họ Oonopidae.
Loài này thuộc chi Oonops. Oonops mckenziei được Willis J. Gertsch miêu tả năm 1977.